# 雷讷维尔
雷讷维尔（法語：Renneville，法語發音：[ʁɛnvil]）是法国上加龙省的一个市镇，属于图卢兹区。

## 地理
雷讷维尔（43°22'51"N, 1°43'25"E）面积8.42 平方千米，位于法国奧克西塔尼大區上加龙省，该省份为法国西南部内陆省份，西南端与西班牙接壤，自此顺时针与上比利牛斯省、热尔省、塔恩-加龙省、塔恩省、奥德省和阿列日省接壤。
与雷讷维尔接壤的市镇（或旧市镇、城区）包括：洛拉盖自由城、阿维尼奥内洛拉盖、加尔杜什、蒙克拉尔洛拉盖。

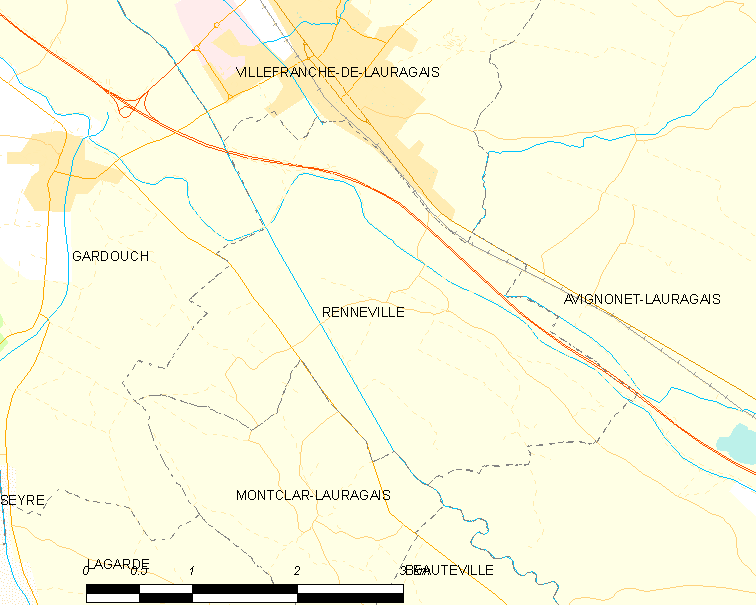
雷讷维尔的OSM定位图

雷讷维尔的时区为UTC+01:00、UTC+02:00（夏令时）。

## 行政
雷讷维尔的邮政编码为31290，INSEE市镇编码为31450。

## 政治
雷讷维尔所属的省级选区为勒韦勒县。

## 人口

1962-2008年间雷讷维尔人口变化图示

雷讷维尔于2022年1月1日时的人口数量为539人。